# Joseph-Valérian de Boisset
Joseph-Valérian de Boisset, né le 23 novembre 1750 à Montélimar (Drôme) et mort le 18 décembre 1824 à Pont-Saint-Esprit (Gard), est un général français de la Révolution et de l’Empire.

## Biographie
Joseph-Valérian de Boisset naît le 23 novembre 1750 à Montélimar. Il est le fils de Joseph Boisset, conseiller du roi, receveur des finances en l'élection de Montélimar et de Rose de Valérian, et frère de Joseph Antoine Boisset.
Joseph-Valérian de Boisset entre dans la carrière militaire en qualité de lieutenant des dragons de la légion corse en 1771, et passe sous-lieutenant de dragons en 1772 et lieutenant en 1780.
Il est promu capitaine à l'armée du Nord le 15 janvier 1792 et lieutenant-colonel au 12e régiment de chasseurs le 9 juin 1793. Il commande la cavalerie d'avant-garde sous Duhesme au combat de Grand-Reng le 13 mai 1794, est promu général de brigade à l'armée du Nord (division Müller) le 10 juin 1794 et se trouve blessé au siège de Maubeuge le 18 juin.
Employé à l'armée de Sambre-et-Meuse, il sert au siège de Maastricht en octobre 1794. Il commande une brigade de grosse cavalerie en décembre 1794. Il passe à l'armée des Pyrénées-Occidentales, puis à l'armée des Pyrénées-Orientales en février 1795. Commandant du département de l'Aveyron, il est employé au camp du Gard, et est nommé commandant du département du Gard et de l'Ardèche en 1796.
Il est réformé en décembre 1797 pour avoir fréquenté les nobles, admis au traitement de réforme le 8 mars 1798 et admis à la retraite par décret impérial du 21 juin 1811. Il est fait chevalier de la Légion d'honneur le 5 janvier 1812
Il meurt le 18 décembre 1824 à Pont-Saint-Esprit.

### Sources
- Georges Six, Dictionnaire biographique des généraux et amiraux français de la Révolution et de l'Empire, 1934
- Jean Baptiste Pierre Jullien de Courcelles, Dictionnaire historique et biographique des généraux français: depuis le onzième siècle jusqu'en 1820, 1821
- Justin Brun-Durand, Dictionnaire biographique et biblio-iconographique de la Drôme : contenant des notices sur toutes les personnes de ce département qui se sont fait remarquer par leurs actions ou leurs travaux, avec l'indication de leurs ouvrages et de leurs portraits, t.  I : A à G, Grenoble, Librairie dauphinoise, 1900, 413 p. (lire en ligne), p. 120-121.
- « Cote LH/271/57 », base Léonore, ministère français de la Culture
- Armand Cosson, « Boisset (Valérian) », dans Grands notables du Premier Empire : Gard, Paris, Éditions du CNRS, 1980 (ISBN 2-222-02661-X), p. 14.